# Сер Вільфред Лор'є (гора)
Сер Вільфред Лор'є (англ. Mount Sir Wilfrid Laurier) — гора у Північній Америці, в горах Колумбія, висотою — 3516 метрів. Розташована на півдні центрально-східної частини провінції Британська Колумбія, на південному заході Канади.

## Географія

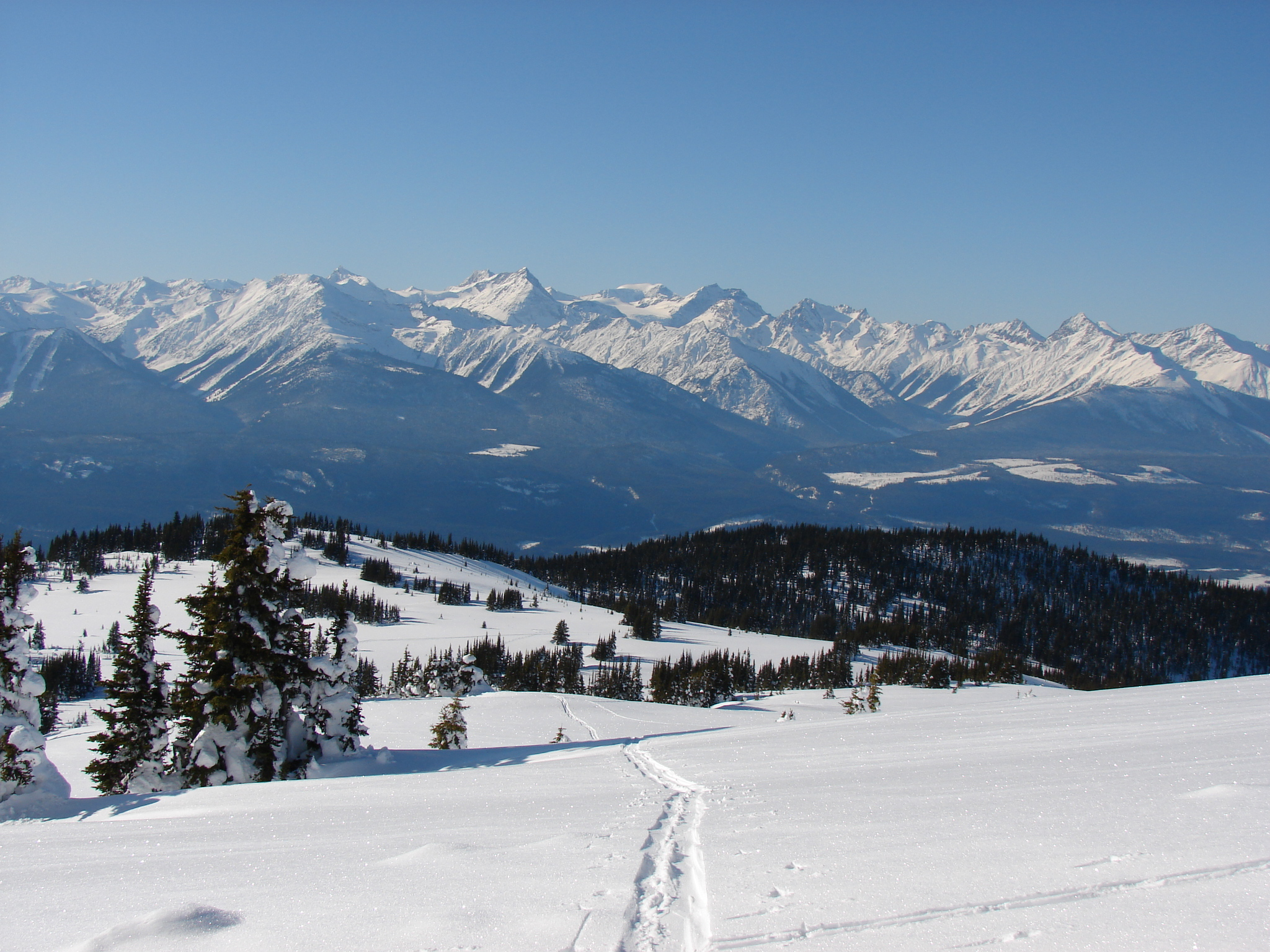
Хребет Прем'єр у горах Карибу

Гора розташована у гірському хребті Прем'єр, в горах Карибу (Колумбія), за 38 км на захід від північного рукава озера (водосховища) Кінбаскет, та за 425 км на захід від міста Едмонтон. Перше сходження здійснили у 1924 році Алан Карпе, Ролін Чемберлін та А. Візерс. Вершина спочатку носила назву «Монт-Титан», а в 1927 році була перейменована на честь сьомого прем'єр-міністра Канади сера Вільфреда Лор'є — першого франкомовного керівника канадського уряду, адвоката.
Абсолютна висота вершини 3516 метрів над рівнем моря (41-ша за висотою гора Канади). Відносна висота 2728 м. За цим показником вона займає 24-те місце у Північній Америці та 8-ме у Канаді, з найвищим сідлом Кедарсайд-Пасс, Валемонт — 788 м, між нею та батьківською вершиною. Топографічна ізоляція вершини відносно найближчої вищої гори Робсон (3959 м) — найвища вершина Канадських скелястих гір, становить 51,25 км.